# 游龍輝
游龍輝（1946年11月3日—）是台灣的漫畫家。出生於基隆。獲2019年第十屆金漫獎特別貢獻獎。

## 人物
- 初中畢業後經人介紹到陳海虹處當學徒，16歲就於《少年之友》發表作品「滄桑淚」，17歲在《人文》發表「仇斷大別山」造成轟動。從此，游龍輝便一路順暢的扶搖直上，成了當時各出版社爭相邀約的大紅人，20歲即成為「毋忘在莒」的出版社副社長，「太子」的總編輯、「志明」的作畫指導、「新少年」的顧問。他的「刀畝」在集盛期還被拍成電視、電影。當年，漫畫界流傳「南許北游」兩大武俠巨匠的佳話，南許說的是許松山；北游指的是游龍輝，由此可見1960年代他們在漫畫界的分量。
- 在沒有漫畫創作的年代曾轉向「卡通業」發展，發揮長才，成立卡通公司。在產業外移風潮之下，他也趕往中國蘇州成立卡通公司，投資新台幣三、四千萬元，卻慘敗而歸。
- 擅長以寫實手法畫出生動的動物，他還設計畫一系列神話人物。1980年代中期，他的這個本領就已充分展現在他師父陳海虹的成名作「小俠龍捲風」24集的封面創作上，使他對自己的繪技表現的非常有自信。

## 簡歷
- 1980年代 - 在《皇冠雜誌》發表了「鐵捕冰心」、「大地飛龍」。於《星期漫畫》推出「金魔令」，但只刊幾期就被腰斬。
- 1999年 - 懷念1960年代風光的自己，重畫「仇斷大別山」。
- 2019年 - 獲第十屆金漫獎特別貢獻獎

## 作品一覽
1.滄桑淚1-12完-約88頁小本

2.仇斷大別山1-16完-約80頁小本-模範少年出版

3.巨魔1-4完-80頁小本-模範少年出版

4.男子漢上下完-150頁大本-模範出版

5.劍海痴魂1-2完-72頁小本-新少年出版

6.十二支神箭1-2完-80頁小本-少年之友雜誌社出版

7.孫悟空-全-80頁小本-模範少年出版

8.神劍占魁1-4完-80頁小本-新少年出版-疑由日本忍術漫畫改編

9.陸海恩仇1-3完-80頁小本-少年之友雜誌社出版

10.雙客行1-4完-80頁小本-仇斷大別山續集-

11.《血河魔燈》1-10完-150頁大本-南華出版社出版-由田歌原著改編-疑為弟子所代繪

12.窮書生-150頁大本-出版社不詳-前三冊為游龍輝所繪,其餘疑為弟子代勞

13.潮音橋-全-150頁大本

14.血鈴1-8完-150頁大本-文昌出版

15.無敵指上中下完-150頁大本-藝明出版

16.北江龍上中下完-150頁大本-藝明出版

17.斷魂劍-1-4完-150頁大本-模範少年出版

18.神功血霧1-8完-150頁大本-文昌出版

19.蛇戒-1-10完-150頁大本-藝明出版

20.刃神1-8完-150頁大本

21.劍-全-150頁大本-五絕傳之一-新生書社

22.雙龍莊1-6完-150頁大本-新生書社

23.大覺寺-志明書局有再版本1-5完,初版本為54年7月,學進書局出版

24.迴旋刀-夢龍56年出版,再版本改名血濺迴刀莊

25.劍門劫1-7完-大千出版

26.啞與劍上下完-毋忘在莒出版

27.怒電奔雲1-8完-毋忘在莒出版,此書改編自金庸碧血劍,當時被夢龍向警備總部檢舉為匪書,引爆了漫畫的全面送審

28.雪衣神劍1-4完-毋忘在莒出版

29.神劍恩仇1-7完-此書即怒電奔雲,但已是送審的版本,內容作了些更動,-一德書局出版,其前身即毋忘在莒出版社

註：

ps. 以上大概是游龍輝在漫畫未審查時的著作,審查後的著作臺北市立圖書館中崙分館皆有收藏

## 外部連結
- 「仇斷大別山」50年代本土漫畫巨星游龍輝的故事 （页面存档备份，存于） udn網路城邦管碧玲部落格

1. ↑  .   [2019-09-27]. （原始内容存档于2020-02-12）.